# جرج وینستون
جرج وینستون (به انگلیسی: George Winston) (۱۱ فوریهٔ ۱۹۴۹ - ۴ ژوئن ۲۰۲۳) پیانیست آمریکایی بود. او نوازندگی را در دههٔ ۱۹۶۰ شروع کرد اما در سال ۱۹۷۱ به نواختن پیانو روی آورد. وی سبک نوازندگی خود را «پیانوی مردمی» می‌نامد اگر چه از نظر موسیقایی در سبک «عصر جدید» (به انگلیسی: New Age) طبقه‌بندی می‌شود.
آلبوم‌های «دسامبر» و «زمستان تا بهار» او هر کدام بیش از یک میلیون نسخه در آمریکا فروش داشته‌اند. آلبوم «جنگل» وی هم در سال ۱۹۹۶ برندهٔ جایزهٔ گرمی برای بهترین آلبوم عصر جدید شد.